# Anna Munro
Anna Munro, nata Anna Gillies Macdonald Munro, conosciuta anche come Anna Munro-Ashman (Glasgow, 4 ottobre 1881 – Tadley, 11 settembre 1962), è stata un'attivista, politica, insegnante e suffragetta scozzese, attiva nel campo della temperanza e del suffragio femminile. Organizzò e fu segretario della Women's Freedom League in Scozia. Si stabilì a Thatcham dopo la prima guerra mondiale, ma visse ad Aldermaston nel 1933 e morì a Padworth, nel Berkshire nel 1962. Aveva alloggi a prezzi accessibili che prendono il suo nome in Thatcham.

## Biografia

### Primi anni e formazione
Anna Gillies Macdonald Munro nacque a Glasgow, il 4 ottobre 1881, da Margaret Ann MacVean e Evan Macdonald Munro, un maestro di scuola; Dopo la morte di sua madre nel 1892 si trasferì a Dunfermline, dove fu accudita da uno zio e una zia.

### Carriera
Fu impegnata con le Suore Metodiste Wesleyane del Popolo a Londra, lavorando con i poveri. Si unì poi all'Unione Sociale e Politica delle Donne e fondò una filiale a Dunfermline nel 1906 e ottenne il sostegno dei leader socialisti e di Keir Hardie del Partito Laburista. Nel 1907 una disputa tra i membri e i Pankhurst portò a una scissione nella WSPU e di conseguenza fu formata la più democratica Women's Freedom League e lei fu eletta segretaria del Consiglio scozzese della WFL. Fu brevemente imprigionata nel 1908 per le sue proteste. Accompagnò Amy Sanderson, membro del comitato esecutivo WLF e compagna di prigionia, in un tour di discorsi in tutto il paese, aumentando la consapevolezza e i fondi per il movimento militante, e con gli scioperanti della fame Alice Paul e Edith New ad Arbroath. Nel 1911 fu fotografata in The Vote con i delegati scozzesi alla Conferenza WFL con Agnes Husband e altri sei. Più tardi Munro partecipò alle proteste per il censimento del 1911 che le suffragette boicottarono. Sempre nel 1911 la Munro fu coinvolta in una manifestazione riguardante la Conciliation Bill, parlando da un camion in Princes Street insieme a Elizabeth Finlayson Gauld e Alexia B Jack. Un articolo di giornale riportava che il camion era decorato con i colori della Lega della Libertà delle Donne.

### Vita privata
Sposò Sidney Ashman nel 1913 e, anche se prese legalmente il cognome Munro-Ashman, era ancora conosciuta come Anna Munro nel suo lavoro e continuò a lavorare attivamente per i diritti delle donne per tutta la vita. Era anche una militante socialista e della temperanza. I Munro-Ashman vivevano a Reading, ma poi si trasferirono a Thatcham dove Anna fu uno dei primi consiglieri parrocchiali nel 1919 e crebbero una famiglia a Park Farm. Nel 1933 viveva a Venturefair, Aldermaston, dove ospitò in giardino la filiale di Reading e presiedette la celebrazione dell'89º compleanno della fondatrice del WFL, Charlotte Despard. La Despard parlò in modo vivido dei progressi e dei passi necessari per raggiungere l'uguaglianza, definendo la Munro "la sua cara e fidata amica".

### Morte ed eredità
L'11 settembre 1962 morì a Padworth, nel Berkshire. Le nuove case a prezzi accessibili a Thatcham furono chiamate Munro perché fu una delle prime due donne consiglieri parrocchiali a Thatcham. Nel 2018 la Glasgow Women’s Library commissionò a Lucia Hearn la creazione di un cortometraggio su Anna Munro per celebrare i 100 anni da quando alcune donne avevano ottenuto il voto.